# دوغان‌بی‌لی (توفان بی‌لی)
دوغان‌بی‌لی {{ترکی|Doğanbeyli) (به ارمنی: Ուրումլու) یک منطقهٔ مسکونی در ترکیه است که در توفانبیلی واقع شده‌است.